# مدار مریخ‌مرکزی

پویانمایی خط گردش مارس ادیسی ۲۰۰۱ به دور مریخ از ۲۴ اکتبر ۲۰۰۱ تا ۲۴ اکتبر ۲۰۰۲.
•

مدار مریخ‌مرکزی (انگلیسی: Areocentric orbit) یک مدار در اطراف سیاره مریخ است.
پیشوند areo از نام آرس در اسطوره‌شناسی یونانی گرفته شده که معادل مارس در اسطوره‌های رومی است. این نام مشابه اصطلاح مدار زمین‌مرکزی برای مداری در اطراف زمین و مدار خورشیدمرکزی برای مداری به گرد خورشید است. مانند مدارهای مشابه دیگر، اوج و حضیض مدار مریخ‌مرکزی گاهی با نام‌های تخصصی خوانده می‌شود: حضیض این مدار periareon نام دارد که معادل حضیض زمینی (perigee) است و اوج این مدار apoareon نامیده می‌شود که مشابه اوج زمینی (apogee) در مدار زمین است.
مارینر ۹ که نخستین ماهواره به گرد یک سیاره دیگر بود، در ۱۳ نوامبر ۱۹۷۱ وارد مدار مریخ‌مرکزی شد. در عرض یک ماه، مارینر ۹ توسط دو مدارگرد شوروی در مدار قرار گرفت: مریخ ۲ (۲۷ نوامبر ۱۹۷۱) و مریخ ۳ (۲ دسامبر ۱۹۷۱).